# فاتن الدالي
فاتن الدالي (8 فبراير 1961 -)، ممثلة ومخرجة مصرية مقيمة في الكويت. بدأت كمساعدة مخرج بعام 1984 ثم توجهت للتمثيل ببعض الأدوار الصغيرة.

## أعمالها[2]
- حال مناير 2015 تمثيل
- مسكنك يوفي  2014  ضيفة شرف
- 1. قتالة الشجعان 2007  البطولة
- 2.رجال يبيعون الوهم  2006  البطولة
- 3. الدكتورة  2006  البطولة
- 4. غصات الحنين  2004  البطولة
- 5. مال و أحلام  2004  البطولة
- 6. حياتي  2003  البطولة
- 7. ياخوي  2003  البطولة
- 8. رحلة بوبلال  2003  البطولة
- 9. ناس وناس  2003  البطولة
- لعبة الكبار
- 10. لعبة القدر  2002  تمثيل
- 11. بقايا امل  2002  تمثيل
- 12. الجعدة  2002  تمثيل
- 13. القدر المحتوم  2001  بطولة
- 14. أسرار خلف الجدران  2000  بطولة
- 15. رائحة الحنة  2000  تمثيل
- 16. بيت بلا ابواب  2000  تمثيل
- 17. دروب الشك  1999  بطولة
- 18. بيت الوالد  1998  تمثيل
- 19. ايقاع مختلف  1998  مشاركة
- 20. بيت تسكنه سمره  1997  ضيفة شرف
- 21. مسرحية عالمكشوف  1996  تمثيل
- 22.ناس من زجاج  1984  تمثيل

## وصلات خارجية
- فاتن الدالي على موقع قاعدة بيانات الأفلام العربية